# Macrognathus aureus
Macrognathus aureus és una espècie de peix pertanyent a la família dels mastacembèlids.

## Descripció
- Fa 21,6 cm de llargària màxima.
- Nombre de vèrtebres: 74-75.
- 21-22 espines i 50-54 radis tous a l'aleta dorsal.
- 3 espines i 50-51 radis tous a l'aleta anal.[4]

## Hàbitat
És un peix d'aigua dolça, bentopelàgic i de clima tropical (25°N-26°N, 96°E-97°E).

## Distribució geogràfica
Es troba a Àsia: Myanmar.

## Observacions
És inofensiu per als humans.